# Prades (Pyrénées-Orientales)
Pour les articles homonymes, voir Prades et Prada.
Prades  est une commune du sud de la France. Sous-préfecture et chef-lieu de canton du département des Pyrénées-Orientales, en région Occitanie, cette ancienne cité fortifiée fondée au IXe siècle, est aujourd'hui la principale ville de l'ouest du département. Peuplée de 6 166 habitants en 2022, Prades est la ville-centre d'une unité urbaine de 9 253 habitants en 2014. Ses habitants sont appelés les Pradéens et les Pradéennes. Sur le plan historique et culturel, la commune est dans le pays de Conflent, correspondant à l'ensemble des vallées pyrénéennes qui « confluent » avec le lit creusé par la Têt entre Mont-Louis et Rodès.
Exposée à un climat océanique altéré, elle est drainée par la Têt, la Llitéra, le Lliscou, le Caillan et par un autre cours d'eau. La commune possède un patrimoine naturel remarquable composé d'une zone naturelle d'intérêt écologique, faunistique et floristique.
Prades est une commune urbaine qui compte 6 166 habitants en 2022. Elle est dans l'unité urbaine de Prades et fait partie de l'aire d'attraction de Prades.
La cité conflentoise est riche en monuments dans les rues et ruelles de son centre, comme des façades décorées, des fontaines sculptées, des oratoires et des anciens lavoirs, témoins de la prospérité bourgeoise des siècles précédents.

## Géographie

### Localisation
La commune de Prades se trouve dans le département des Pyrénées-Orientales, en région Occitanie.
Elle se situe à 40 km par la N116 de Perpignan, préfecture du département.
Les communes les plus proches sont : Codalet (0,9 km), Catllar (1,8 km), Ria-Sirach (2,1 km), Los Masos (3,3 km), Clara-Villerach (4,0 km), Eus (4,1 km), Taurinya (4,1 km), Molitg-les-Bains (4,8 km).
Sur les plans historique et culturel, Prades fait partie de la région de Conflent, héritière de l'ancien comté de Conflent et de la viguerie de Conflent. Ce pays correspond à l'ensemble des vallées pyrénéennes qui « confluent » avec le lit creusé par la Têt entre Mont-Louis, porte de la Cerdagne, et Rodès, aux abords de la plaine du Roussillon.

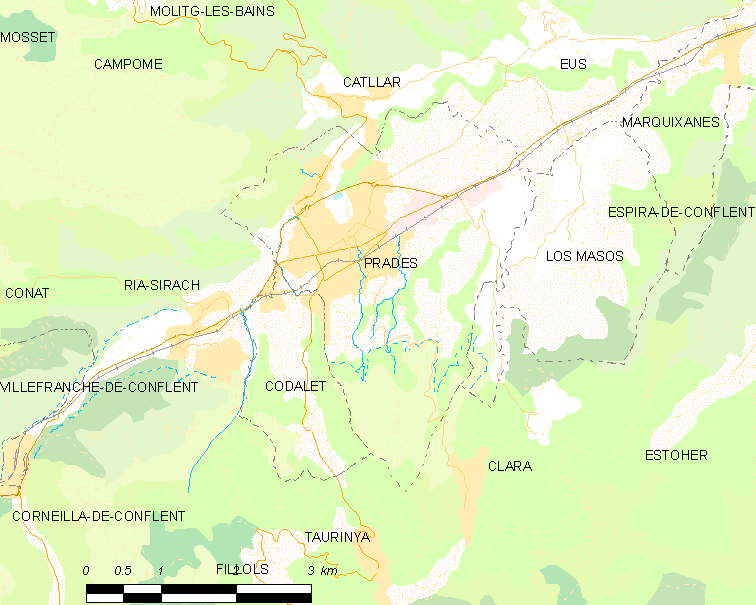
Situation de la commune.

|            | Catllar  | Eus             |
| Ria-Sirach | Prades   | Los Masos       |
| Codalet    | Taurinya | Clara-Villerach |

### Géologie et relief

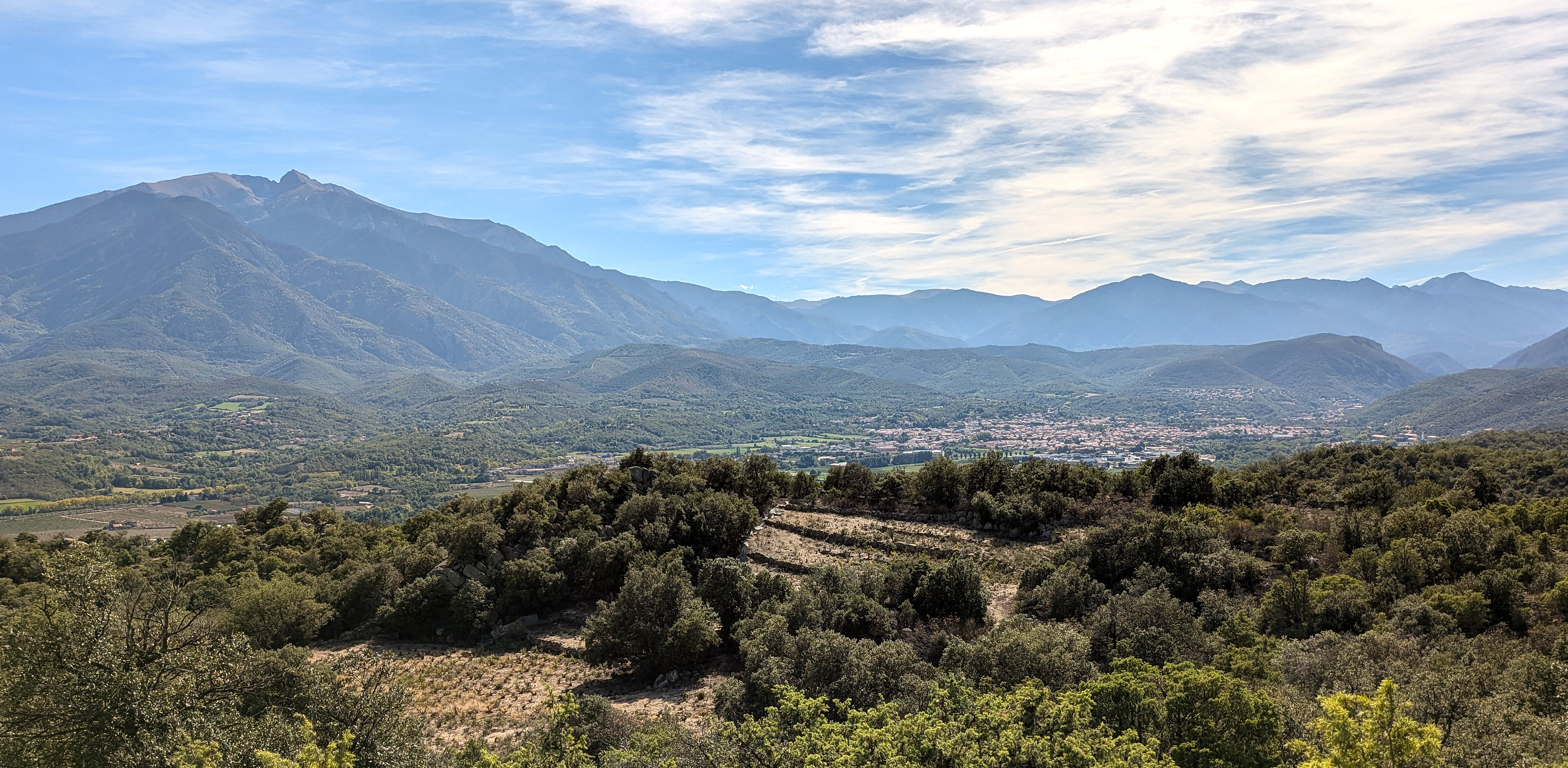
Prades ... « dominée par le Canigou au sud ».

La ville est située à l'ouest de la plaine de la Têt, en Bas-Conflent. Le centre-ville est situé sur une terrasse de la Têt qui se trouve à environ 20 mètres au-dessus de l'altitude du cours actuel de la rivière,,. Prades est dominée par le Canigou au sud et par le massif du Madrès au nord. L'altitude de la commune varie entre 300 et 745 mètres. La commune se situe en zone de sismicité 3 (sismicité modérée)

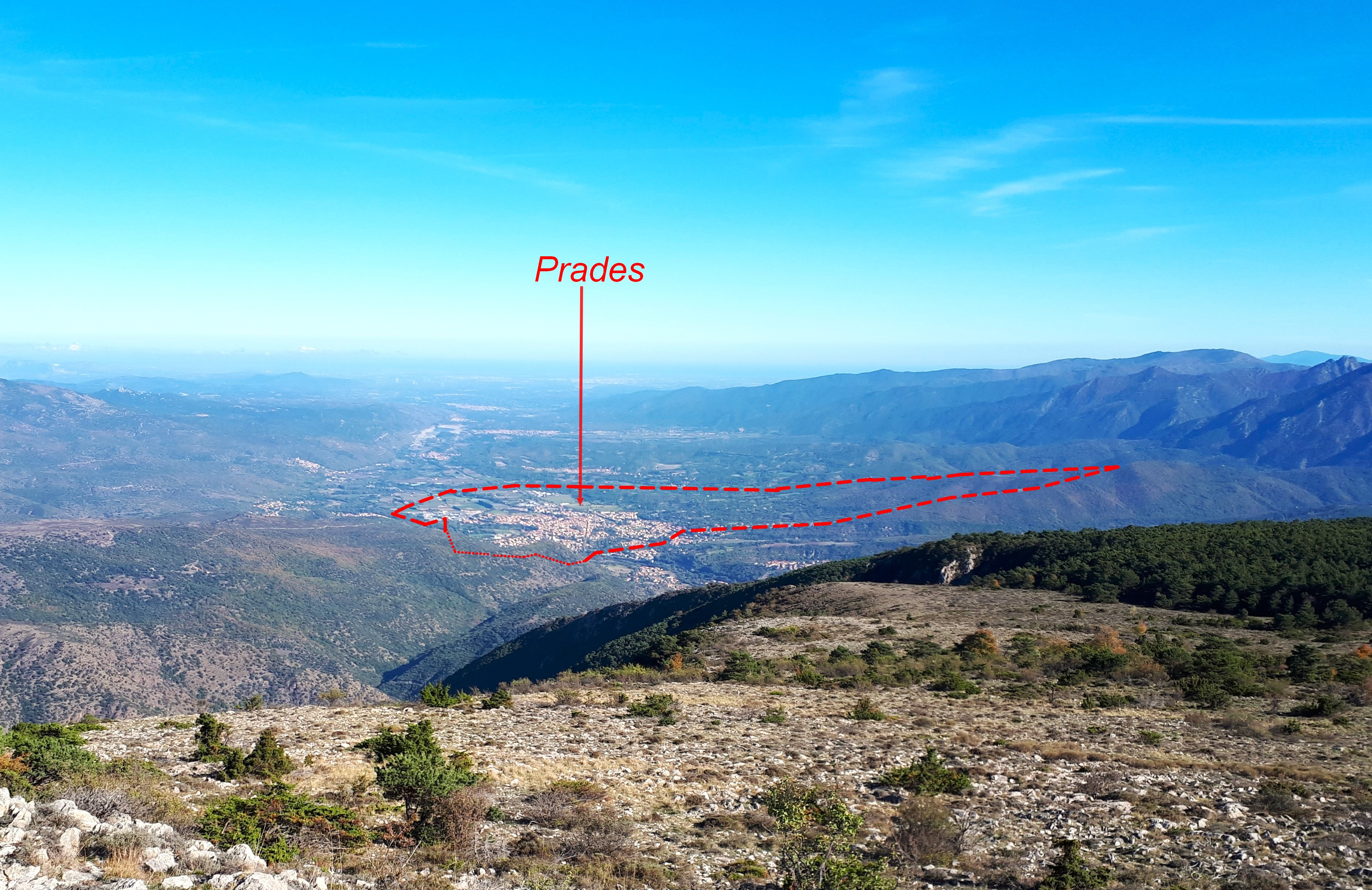
Prades, vu de l'ouest. La ligne pointillée indique la limite approximative de la commune.
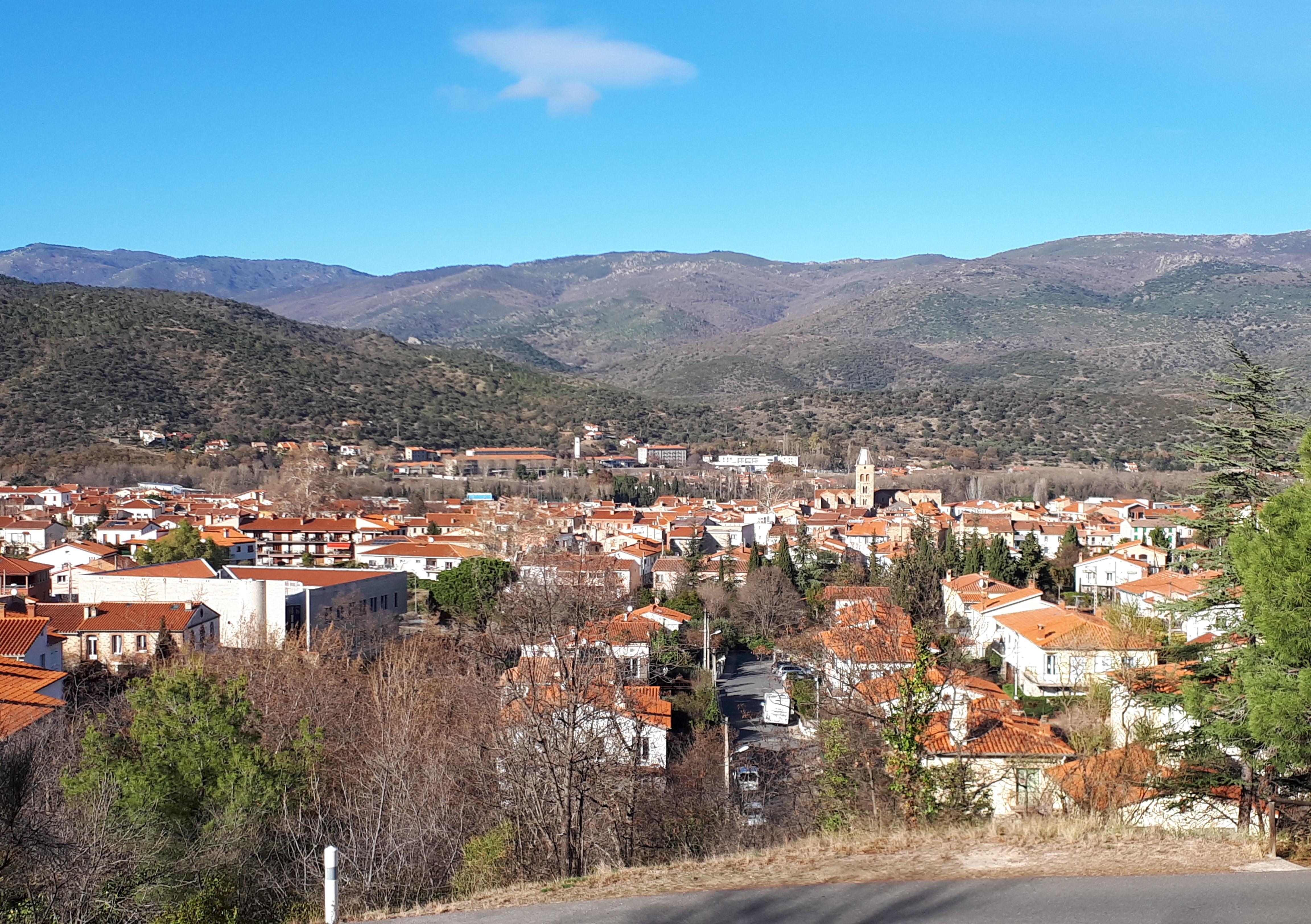
Le centre-ville se situe sur une terrasse de la Têt. L'église (avec sa tour proéminente) est située au sud de la rivière ; l'hôpital (le grand bâtiment blanc à l'arrière de la ville) est situé au nord de la rivière. Au-delà, vers le nord : les contreforts du massif du Madrès.

La montagne du Canigó, au sud de Prades, et les collines au nord de la ville, reposent sur des formations géologiques différentes. Canigó est un horst néogène de métasédiments pré-cambriens et de formations ignées paléozoïques; les collines au nord de la ville sont principalement constituées de schistes du Paléozoïque inférieur. Les deux zones sont séparées par la faille de la Têt (faille normale majeure d'âge néogène), et par une zone de sédiments plus jeunes (Miocène et Quaternaire) (ces sédiments recouvrent en fait la plus grande partie de la commune de Prades). La faille de la Têt a largement déterminé le cours de la rivière Têt sur une grande partie de son parcours, y compris le tronçon de la rivière qui traverse la commune.

### Hydrographie

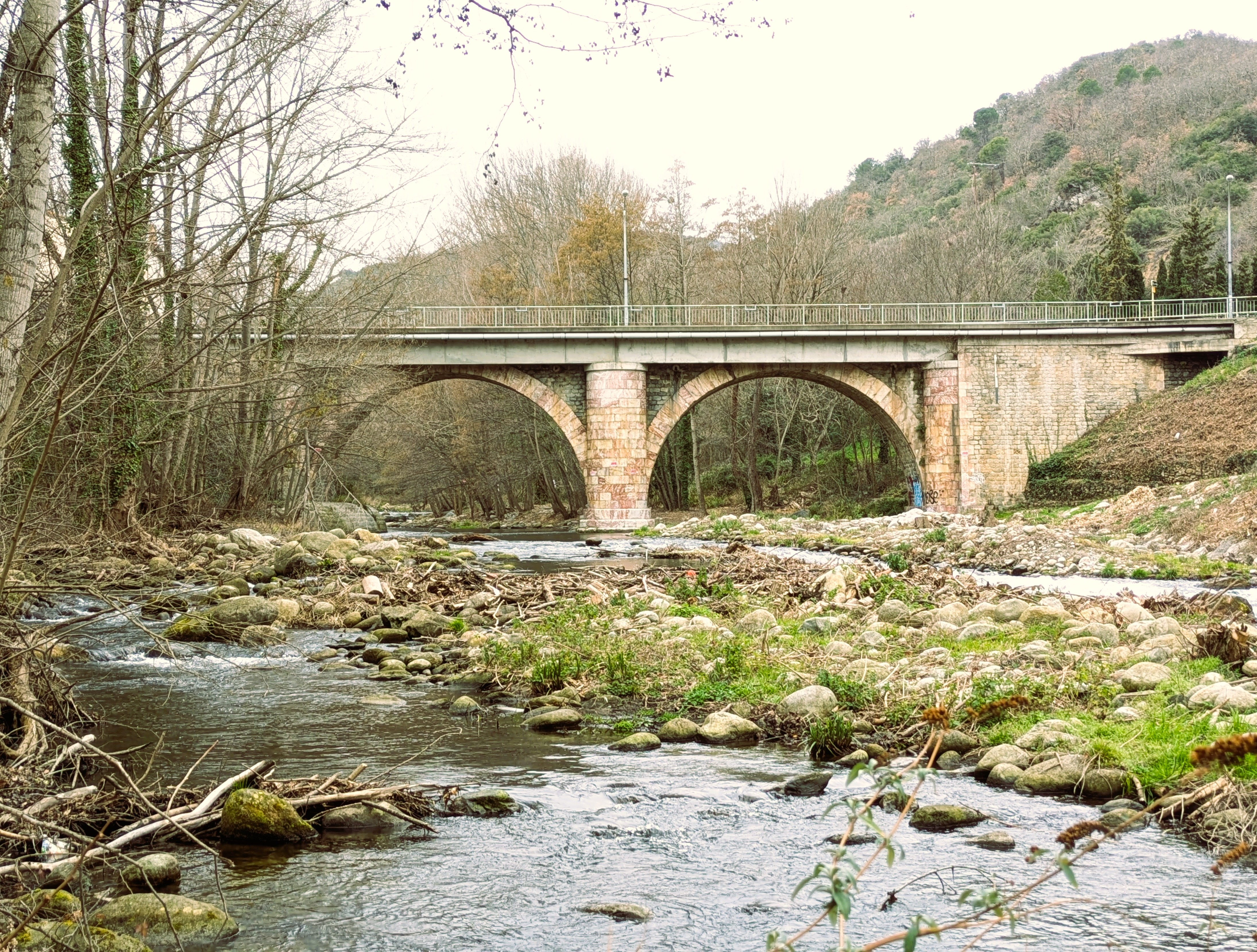
Pont routier de la D619 sur la Têt, Prades. Le pont est en grande partie construit en marbre de Villefranche (Dévonien).

Prades est traversée au centre nord par la Têt et par la Llitera à l'est de la ville. Plusieurs ruisseaux traversent le quartier de la Sacristie.

### Climat
Pour des articles plus généraux, voir Climat de l'Occitanie et Climat des Pyrénées-Orientales.
En 2010, le climat de la commune est de type climat du Bassin du Sud-Ouest, selon une étude du CNRS s'appuyant sur une série de données couvrant la période 1971-2000. En 2020, Météo-France publie une typologie des climats de la France métropolitaine dans laquelle la commune est exposée à un climat de montagne ou de marges de montagne et est dans la région climatique Pyrénées orientales, caractérisée par une faible pluviométrie, un très bon ensoleillement (2 600 h/an), un air sec, particulièrement en hiver et peu de brouillards.
Pour la période 1971-2000, la température annuelle moyenne est de 13 °C, avec une amplitude thermique annuelle de 14,8 °C. Le cumul annuel moyen de précipitations est de 850 mm, avec 6,3 jours de précipitations en janvier et 4,6 jours en juillet. Pour la période 1991-2020, la température moyenne annuelle observée sur la station météorologique la plus proche, située sur la commune d'Eus à 4 km à vol d'oiseau, est de 13,6 °C et le cumul annuel moyen de précipitations est de 539,8 mm,. Pour l'avenir, les paramètres climatiques de la commune estimés pour 2050 selon différents scénarios d’émission de gaz à effet de serre sont consultables sur un site dédié publié par Météo-France en novembre 2022.

### Milieux naturels et biodiversité

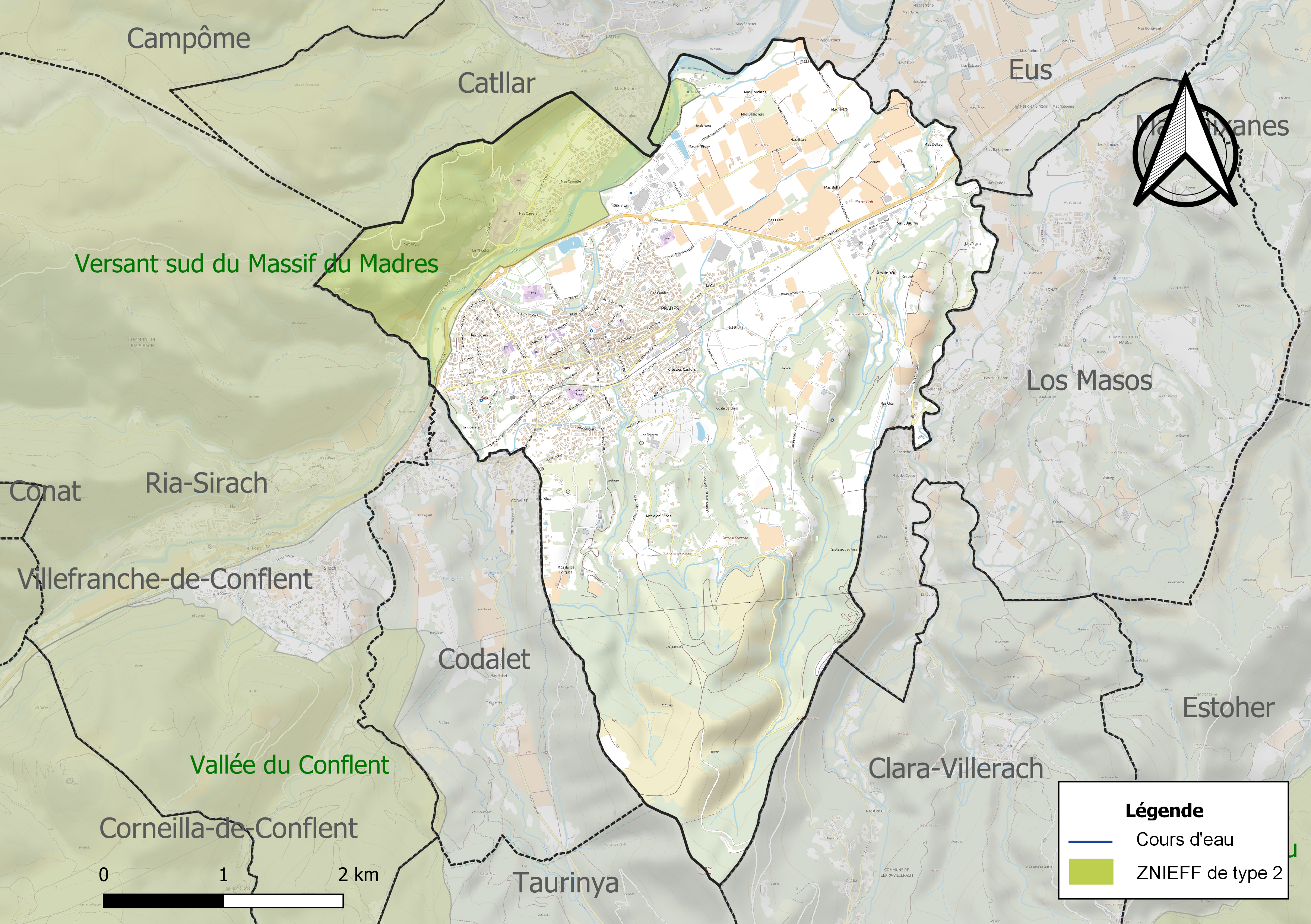
Carte de la ZNIEFF de type 2 localisée sur la commune.

L’inventaire des zones naturelles d'intérêt écologique, faunistique et floristique (ZNIEFF) a pour objectif de réaliser une couverture des zones les plus intéressantes sur le plan écologique, essentiellement dans la perspective d’améliorer la connaissance du patrimoine naturel national et de fournir aux différents décideurs un outil d’aide à la prise en compte de l’environnement dans l’aménagement du territoire.
Une ZNIEFF de type 2 est recensée sur la commune : le « versant sud du massif du Madres » (27 267 ha), couvrant 27 communes du département.

## Urbanisme

### Typologie
Au 1er janvier 2024, Prades est catégorisée petite ville, selon la nouvelle grille communale de densité à sept niveaux définie par l'Insee en 2022.
Elle appartient à l'unité urbaine de Prades, une agglomération intra-départementale regroupant cinq  communes, dont elle est ville-centre,,. Par ailleurs la commune fait partie de l'aire d'attraction de Prades, dont elle est la commune-centre,. Cette aire, qui regroupe 26 communes, est catégorisée dans les aires de moins de 50 000 habitants,.

### Occupation des sols
L'occupation des sols de la commune, telle qu'elle ressort de la base de données européenne d’occupation biophysique des sols Corine Land Cover (CLC), est marquée par l'importance des territoires agricoles (40,7 % en 2018), en diminution par rapport à 1990 (46,4 %). La répartition détaillée en 2018 est la suivante : cultures permanentes (31,5 %), zones urbanisées (20,8 %), milieux à végétation arbustive et/ou herbacée (19,8 %), forêts (14,7 %), zones agricoles hétérogènes (9,2 %), zones industrielles ou commerciales et réseaux de communication (4,1 %). L'évolution de l’occupation des sols de la commune et de ses infrastructures peut être observée sur les différentes représentations cartographiques du territoire : la carte de Cassini (XVIIIe siècle), la carte d'état-major (1820-1866) et les cartes ou photos aériennes de l'IGN pour la période actuelle (1950 à aujourd'hui).

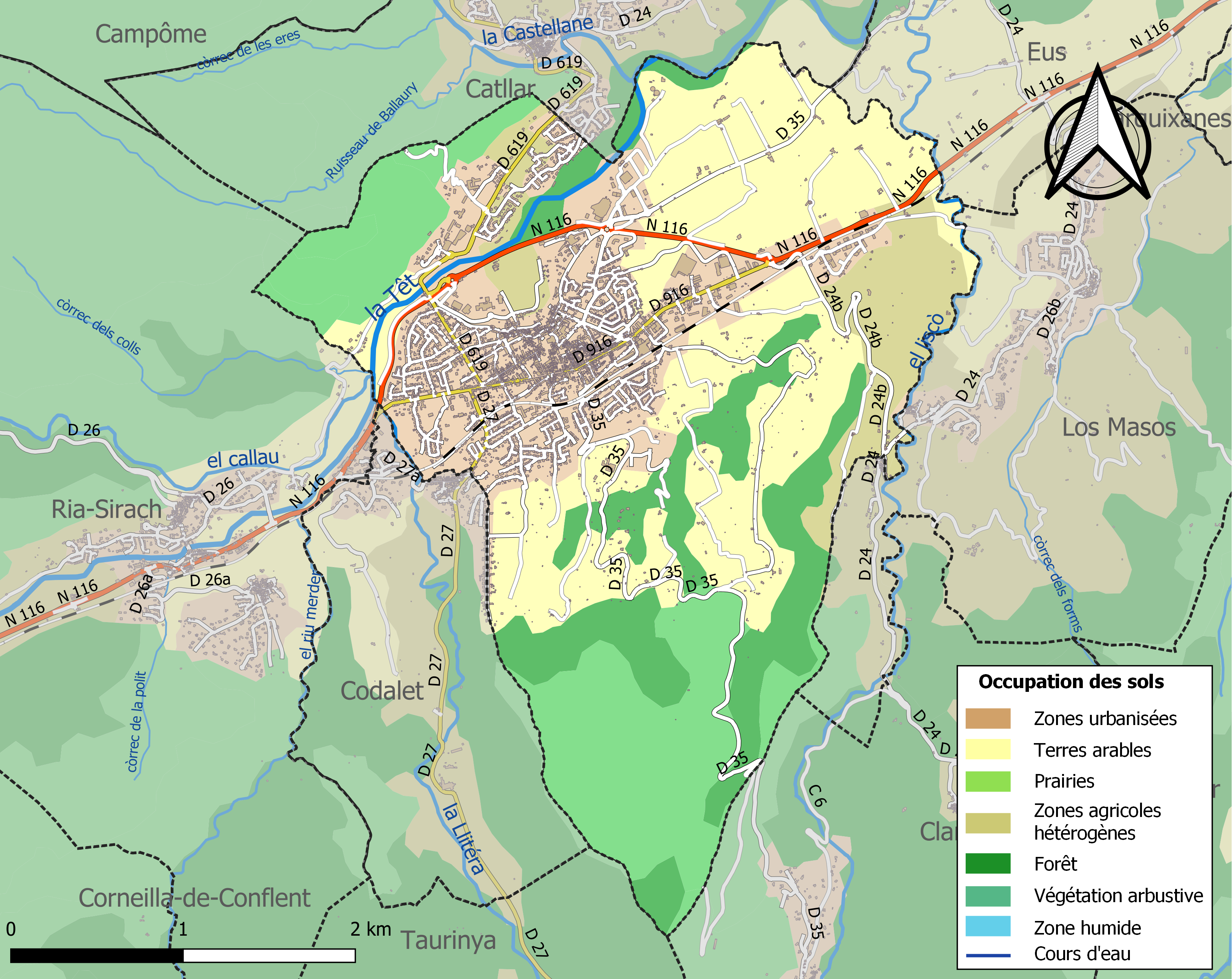
Carte des infrastructures et de l'occupation des sols de la commune en 2018 (CLC).

### Morphologie urbaine
Il y a sept quartiers à Prades :

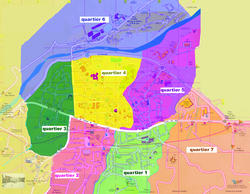

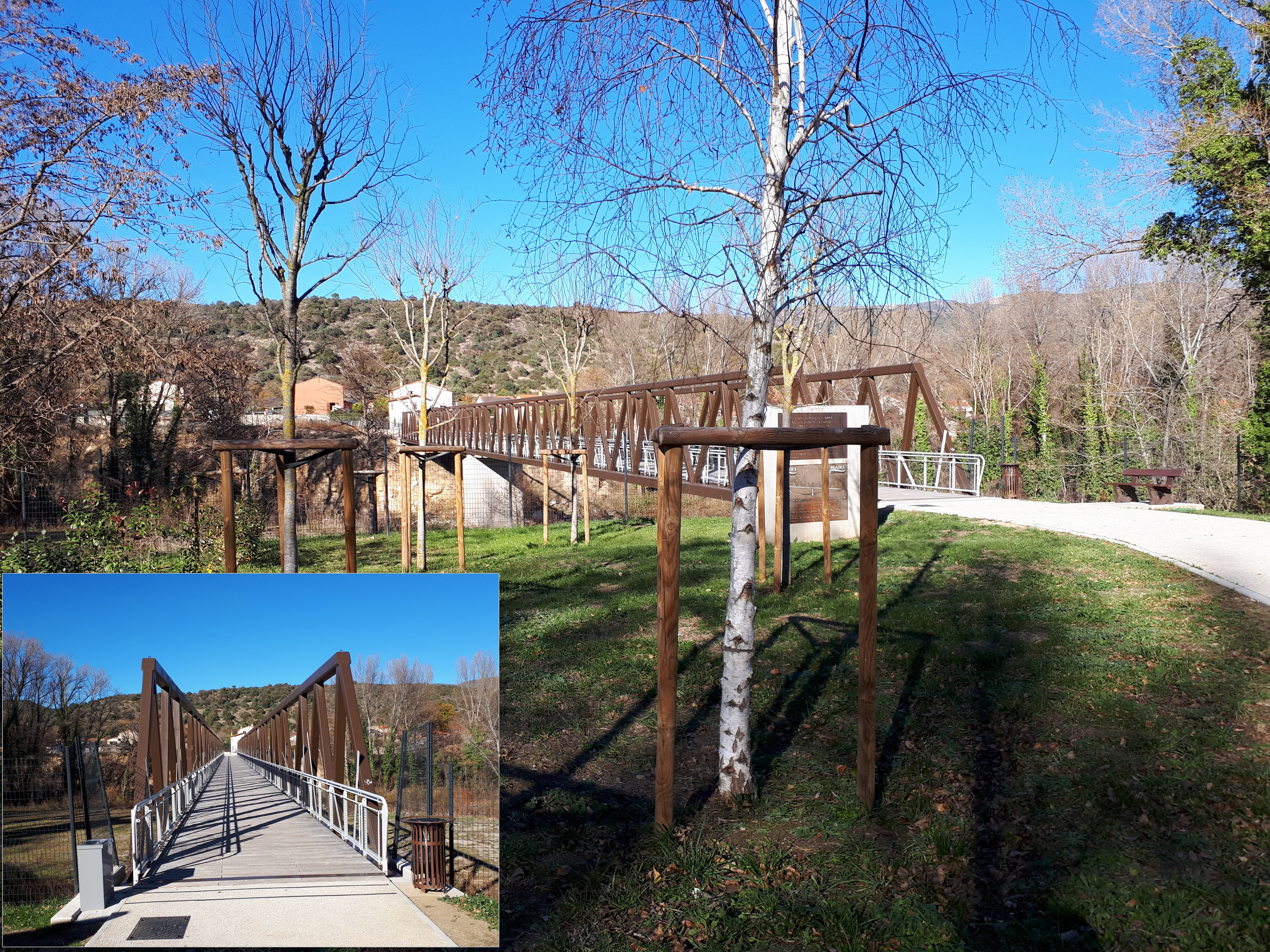
À Prades, une nouvelle passerelle pour piétons et cyclistes sur la Têt a été inaugurée à l'été 2022. Elle relie le quartier nord de la ville (avec son lycée et son hôpital) au principal pôle commercial de la ville, puis au centre-ville.

Quartier 1 (de la gare) : il occupe la place du quartier de la gare de Prades et des anciennes industries reconverties en commerces et appartements. Il est coupé par le boulevard de la Gare.
Quartier 2 : c'est dans ce quartier que se trouvait l'ancienne mairie qui a été remplacée par la mairie de quartier. Elle est bordée au nord par l'avenue du Général de Gaulle. Assez atypique, un stade est implanté au milieu du quartier.
Quartier 3 (ouest) : le quartier est baigné à l'ouest par la Llitera jusqu'à sa confluence (dans la Têt). L'hôtel de ville se trouve dans un parc arboré situé dans le quartier.
Quartier 4 et Quartier 5 : les deux quartiers réunis correspondent au centre historique. L'église Saint-Pierre de Prades, le collège, la piscine et le plan d'eau se situent dans le quartier 4 alors que l'école de musique et l'école primaire se trouvent dans l'autre quartier moins ancien. En 2020 une entité "cœur de ville" est individualisée.
Quartier 6 : ce quartier inclut tous les quartiers et lotissement au nord du fleuve Têt. Il y a l'hôpital de Prades le lycée et le collège privé, le stade de rugby et d'autres infrastructures sportives. On y accède par la Rocade.
Quartier 7 : Tandis qu'au nord se trouvent la coopérative fruitière et un Intermarché, le sud du quartier est constitué de mas éparpillés parmi les vignes et les amandiers.

### Logement
Le nombre de logements de Prades a été estimé à 3 587 en 2007. Ces logements de Prades se composent de 2 968 résidences principales, 190 résidences secondaires ou occasionnels ainsi que 429 logements vacants.

### Voies de communication et transports
La route nationale 116 en cours de modernisation (2 × 2 voies), qui relie Perpignan à Bourg-Madame (en Cerdagne) contourne la ville par la rocade.
La ville bénéficie d'une liaison régulière par TER (Train express régional) avec Perpignan à l'est et Villefranche-de-Conflent à l'ouest (puis avec Bourg-Madame et Latour-de-Carol par la Ligne de Cerdagne). Si le trajet Perpignan-Prades dure environ trente minutes, celui jusqu'à Latour-de-Carol est beaucoup plus long (plus de trois heures) avec correspondance à Villefranche-de-Conflent.
Des services de bus urbains et régionaux assurent la liaison avec les villes des environs (Perpignan, Mosset, Fontpédrouse, Py, Porté-Puymorens, etc.).

### Risques majeurs
Le territoire de la commune de Prades est vulnérable à différents aléas naturels : inondations, climatiques (grand froid ou canicule), feux de forêts, mouvements de terrains et séisme (sismicité modérée). Il est également exposé à deux risques technologiques, le transport de matières dangereuses et la rupture d'un barrage, et à un risque particulier, le risque minier,.

#### Risques naturels
Certaines parties du territoire communal sont susceptibles d’être affectées par le risque d’inondation par crue torrentielle de cours d'eau du bassin de la Têt.
Les mouvements de terrains susceptibles de se produire sur la commune sont soit des mouvements liés au retrait-gonflement des argiles, soit des glissements de terrains, soit des chutes de blocs. Une cartographie nationale de l'aléa retrait-gonflement des argiles permet de connaître les sols argileux ou marneux susceptibles vis-à-vis de ce phénomène.
Ces risques naturels sont pris en compte dans l'aménagement du territoire de la commune par le biais d'un plan de prévention des risques inondations et mouvements de terrains.

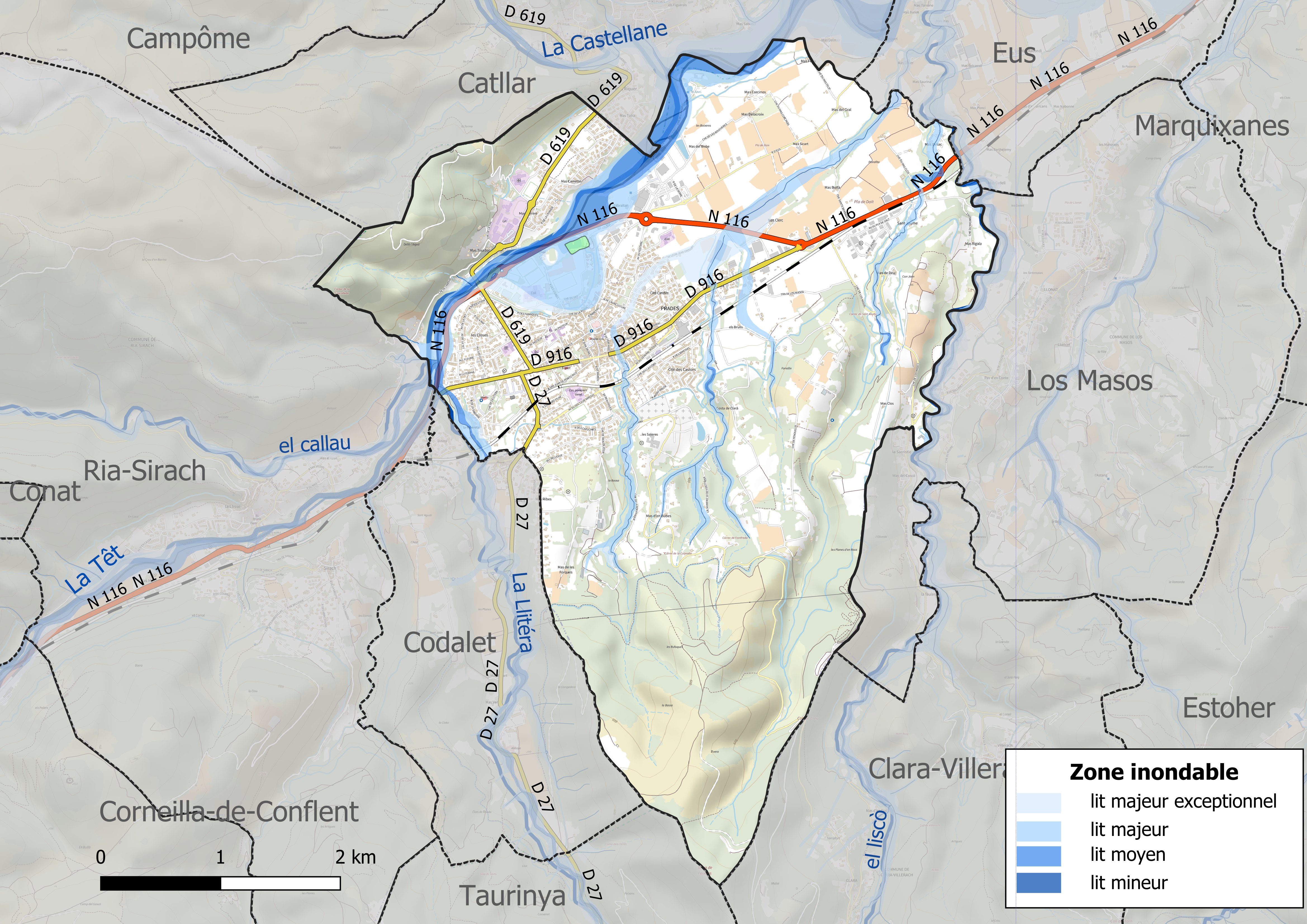
Carte des zones inondables.
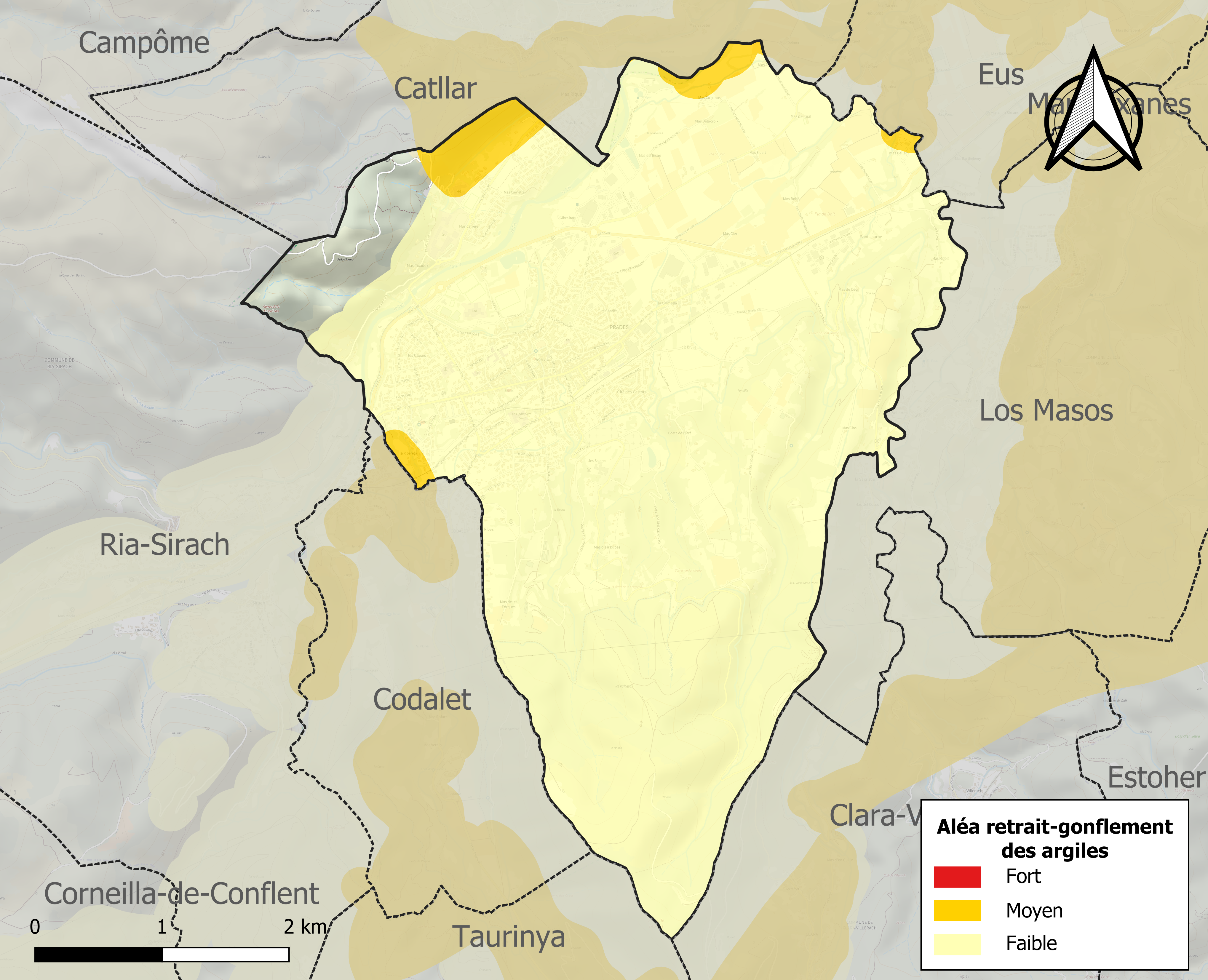
Carte des zones d'aléa retrait-gonflement des argiles.

#### Risques technologiques
Le risque de transport de matières dangereuses sur la commune est lié à sa traversée par une route à fort trafic. Un accident se produisant sur une telle infrastructure est en effet susceptible d’avoir des effets graves au bâti ou aux personnes jusqu’à 350 m, selon la nature du matériau transporté. Des dispositions d’urbanisme peuvent être préconisées en conséquence.
Dans le département des Pyrénées-Orientales, on dénombre sept grands barrages susceptibles d’occasionner des dégâts en cas de rupture. La commune fait partie des 66 communes susceptibles d’être touchées par l’onde de submersion consécutive à la rupture d’un de ces barrages, le barrage des Bouillouses sur la Têt, un ouvrage de 17,5 m de hauteur construit en 1910.

#### Risque particulier
La commune est concernée par le risque minier, principalement lié à l’évolution des cavités souterraines laissées à l’abandon et sans entretien après l’exploitation des mines.

## Toponymie
Formes anciennes
Le nom de Prades apparaît pour la première fois le 23 janvier 843, sous le nom de villa Prata, dans l'édit par lequel Charles II le Chauve fait don de divers lieux à Sunifred, comte d'Urgell et de Cerdagne, pour services rendus.
Étymologie
En catalan, le nom de la commune est Prada. Prades viendrait du latin prata (prés, prairies).

## Histoire
La première mention du lieu date de 843. C'est à cette date que Charles le Chauve fait donation à Sunifred comte d'Urgell et Cerdagne de la villa de Prada ; ce marquis de Gothie est chargé de la défense de la marche sud de l'empire carolingien. Le comte fait don de la villa à l'Abbaye Sainte-Marie de Lagrasse entre 843 et 848. Prades devient alors seigneurie de Lagrasse, statut que la ville conserve jusqu'à la Révolution.
Il est fait mention au XIe siècle de l'actuelle église paroissiale Saint-Pierre. Au XIIIe siècle la ville, construite autour du bourg ecclésial qui entoure l'église, se dote d'une enceinte fortifiée, qui sera renforcée au XVIe siècle avant d'être plus tard démantelée.
En 1659 le Roussillon est cédé par l'Espagne à la couronne de France par le traité des Pyrénées, les liens familiaux, culturels et artistiques restent forts entre les habitants de Prades et le reste de la Catalogne,.
En 1789, la Révolution française proclame l'abolition des privilèges. La plupart des communes partagent alors les bois et près communaux. De nombreux riverains et propriétaires se servent dans ce qu'il reste des anciennes forêts. Certains massifs sont dévastés en quelques années, parfois brûlés pour en revendre la cendre comme engrais, quand on n’y prend pas également l’humus pour le mettre sur les champs, rapporte Antoine César Becquerel[réf. obsolète]. Malgré les efforts de la jeune préfecture des Pyrénées-Orientales, la forêt de Prades est ainsi perdue. Le Préfet a fait imprimer et afficher un texte tentant de raisonner la population et de l'alerter sur le fait qu'elle détruisait une ressource forestière qui allait lui manquer : « Les cailloux des monts, entraînés par les eaux, encombrent les lits des rivières et les font déborder. Nos superbes forêts de Céret et de Prades sont détruites. Il n'y aura bientôt plus de bois de chauffage ; les bois taillis ne peuvent suffire aux forges, et la rigueur des saisons a fait périr une quantité d'oliviers »[réf. obsolète].
En février 1939, des dizaines de milliers de réfugiés espagnols arrivent à Prades par train de Latour-de-Carol. Les femmes et enfants sont évacués, les hommes (30 000 de l’armée de l’Est) sont retenus sous la surveillance du 81e régiment d'infanterie. Parmi eux, Pau Casals, célèbre violoncelliste, y trouve refuge en 1939 alors que la chute de la République espagnole était proche. Dans les années qui suivent, il s'intéresse au sort des nombreux républicains espagnols exilés dans la région. Ce sont également des Espagnols qui créent une des principales formations de Résistance dans le département, la Ire brigade de guérilleros. C’est cette brigade qui attaque le QG de la Gestapo à Prades, le 29 juillet 1944. Les 150 guérilleros et 50 FTP français luttent de manière acharnée pendant 5 heures, sans réussir à prendre le contrôle des étages.
Après les Espagnols, la ville de Prades voit arriver à partir du 8 juin 1940 les réfugiés de la ville de Menton, dont 15 000 des 21 000 habitants ont été évacués et pour la plupart envoyés vers les Pyrénées-Orientales. Au fil de leur arrivée en gare de Prades, ceux-ci sont répartis dans 83 communes du département, tandis que la mairie de Menton s'installe officiellement dans un bâtiment de la ville. Cependant, les capacités d'accueil de la région commencent à être saturées et le 13 octobre 3 000 d'entre eux sont envoyés dans le Var. À peine trois jours plus tard, du 16 au 20 octobre, c'est l'ensemble du département qui subit d'importants dégâts lors de l'épisode pluvieux de l'Aiguat. Fin octobre la majorité des réfugiés de Menton sont renvoyés dans le Var où ils restent pour la plupart jusqu'à la fin de la guerre.
En 1950, Pablo Casals crée à Prades le festival de musique (qui porte désormais son nom) auquel il participa jusqu'en 1966, et qui permit des rencontres musicales devenues légendaires entre les plus grands instrumentistes de l'époque.
En 1955 est créé le ciné-club de la ville sous l'impulsion de Louis Monestier, alors maire de la ville, et Marcel Tariol. En 1959, sous l'égide de René Clair, Pablo Casals, Président d'Honneur, sont créées les Rencontres Cinématographiques Internationales de Prades qui ont lieu chaque été, pendant la troisième semaine de juillet. En 2009, l'association Les Ciné-Rencontres de Prades a fêté avec succès les 50 ans du festival.
Enfin, tous les étés depuis 1968, Prades accueille l'Université catalane d'été (en catalan Universitat Catalana d'Estiu).

## Politique et administration
À compter des élections départementales de 2015, la commune est incluse dans le nouveau canton des Pyrénées catalanes.

### Liste des maires

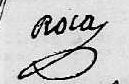
Signature du maire Julien Roca en 1811.

| Période                                  | Période                      | Identité               | Étiquette   | Qualité |
| ---------------------------------------- | ---------------------------- | ---------------------- | ----------- | --- |
| Les données manquantes sont à compléter. |                              |                        |             | |
| 1944                                     | 1947                         | Pierre Palau           | PCF         | |
| octobre 1947                             | mars 1959                    | Jean Clerc (1898-1961) | Rad.        | |
| mars 1959                                | mars 1977                    | Louis Monestier        | Rad.        | |
| mars 1977                                | mars 1983                    | Henri Gipolo           | PCF         | Employé des PTT |
| mars 1983                                | décembre 1987 (décès)        | Guy Malé               | UDF         | Directeur technique Sénateur des Pyrénées-Orientales (1983 → 1987) Conseiller général du canton de Mont-Louis (1973 → 1985) Conseiller général du canton de Prades (1985 → 1987) Président du conseil général des Pyrénées-Orientales (1982 → 1987)                      |
| décembre 1987                            | mars 1989                    | Marcel Mulcio          |             | |
| mars 1989                                | mars 2001                    | Paul Blanc             | RPR         | Médecin Sénateur des Pyrénées-Orientales (1992 → 2011) Conseiller général du canton de Sournia (1973 → 2004) |
| mars 2001                                | mars 2008                    | Jean-François Denis    | PRG         | Préfet honoraire |
| mars 2008                                | 3 juillet 2020               | Jean Castex            | UMP puis LR | Haut fonctionnaire Conseiller régional du Languedoc-Roussillon (2010 → 2015) Conseiller départemental du canton des Pyrénées catalanes (2015 → 2020) Président de la CC Conflent Canigó (2009 → 2020 ) Démissionnaire à la suite de sa nomination comme Premier ministre |
| 3 juillet 2020                           | En cours (au 5 juillet 2020) | Yves Delcor            | SE          | 1er adjoint au maire ( → 2020) Assure l'intérim à la suite de la nomination de Jean Castex comme Premier ministre |

### Jumelages
| Ville | Ville     | Pays | Pays      | Période     |
| ----- | --------- | ---- | --------- | ----------- |
|       | Kitzingen |      | Allemagne | depuis 1984 |
|       | Lousã     |      | Portugal  | depuis 1991 |
|       | Ripoll    |      | Espagne   | depuis 1969 |

## Population et société

### Démographie ancienne
La population est exprimée en nombre de feux (f) ou d'habitants (H).
| 1358 | 1365 | 1378 | 1424 | 1470 | 1515 | 1553  | 1709  | 1720  |
| ---- | ---- | ---- | ---- | ---- | ---- | ----- | ----- | ----- |
| 74 f | 73 f | 32 f | 32 f | 84 f | 94 f | 100 f | 303 f | 339 f |

| 1767    | 1774    | 1789  | - | - | - | - | - | - |
| ------- | ------- | ----- | - | - | - | - | - | - |
| 2 131 H | 1 930 H | 451 f | - | - | - | - | - | - |

### Démographie contemporaine
L'évolution du nombre d'habitants est connue à travers les recensements de la population effectués dans la commune depuis 1793. Pour les communes de moins de 10 000 habitants, une enquête de recensement portant sur toute la population est réalisée tous les cinq ans, les populations de référence des années intermédiaires étant quant à elles estimées par interpolation ou extrapolation. Pour la commune, le premier recensement exhaustif entrant dans le cadre du nouveau dispositif a été réalisé en 2006.

En 2022, la commune comptait 6 166 habitants, en évolution de +0,21 % par rapport à 2016 (Pyrénées-Orientales : +3,92 %, France hors Mayotte : +2,11 %).
| 1793  | 1800  | 1806  | 1821  | 1831  | 1836  | 1841  | 1846  | 1851  |
| ----- | ----- | ----- | ----- | ----- | ----- | ----- | ----- | ----- |
| 2 119 | 2 152 | 2 344 | 2 664 | 2 836 | 3 013 | 3 145 | 3 222 | 3 367 |

| 1856  | 1861  | 1866  | 1872  | 1876  | 1881  | 1886  | 1891  | 1896  |
| ----- | ----- | ----- | ----- | ----- | ----- | ----- | ----- | ----- |
| 3 074 | 3 152 | 3 579 | 3 208 | 3 877 | 3 856 | 3 816 | 3 762 | 3 666 |

| 1901  | 1906  | 1911  | 1921  | 1926  | 1931  | 1936  | 1946  | 1954  |
| ----- | ----- | ----- | ----- | ----- | ----- | ----- | ----- | ----- |
| 3 835 | 3 875 | 4 146 | 3 856 | 4 170 | 4 815 | 4 946 | 5 019 | 5 393 |

| 1962  | 1968  | 1975  | 1982  | 1990  | 1999  | 2006  | 2011  | 2016  |
| ----- | ----- | ----- | ----- | ----- | ----- | ----- | ----- | ----- |
| 5 676 | 5 937 | 6 448 | 6 100 | 6 009 | 5 800 | 6 221 | 5 854 | 6 153 |

| 2021  | 2022  | - | - | - | - | - | - | - |
| ----- | ----- | - | - | - | - | - | - | - |
| 6 124 | 6 166 | - | - | - | - | - | - | - |

| selon la population municipale des années : | 1968 | 1975 | 1982 | 1990 | 1999 | 2006 | 2009 | 2013 |
| Rang de la commune dans le département      | 3    | 2    | 9    | 13   | 15   | 15   | 15   | 16   |
| Nombre de communes du département           | 232  | 217  | 220  | 225  | 226  | 226  | 226  | 226  |

### Enseignement
Il existe quatre écoles primaires, le collège Gustave Violet, le lycée Charles Renouvier et l'ensemble scolaire Saint-Joseph. Il existe aussi l'Université catalane d'été.

### Manifestations culturelles et festivités
- Fêtes patronales : 3 février et 29 juin[53] ;
- Foires : 1er mardi de Carême, 1er mardi de juin, 1er mardi de septembre et 20 décembre[53] ;
- Marché : Tous les mardis
- Ciné-rencontres : séances de cinéma toute l'année et festival en juillet depuis 1959[54] ;
- Festival Pablo Casals : fin juillet à mi-août.

### Sports

#### Rugby
Le JO Prades évolue en Fédérale 2, le quatrième niveau hiérarchique du rugby français.
Le club a évolué en première division en 1970.

#### Cyclisme
Prades est ville départ de la 3e étape du Tour d'Espagne 2017.
Prades est du passage lors de la 15e étape du Tour de France 2021 (Céret-Andorre-la-Vieille) à 50,2 km après le départ de Céret.

## Économie

### Revenus
En 2018, la commune compte 2 946 ménages fiscaux, regroupant 5 783 personnes. La médiane du revenu disponible par unité de consommation est de 18 090 € (19 350 € dans le département). 36 % des ménages fiscaux sont imposés (42,1 % dans le département).

### Emploi
|                | 2008   | 2013   | 2018   |
| -------------- | ------ | ------ | ------ |
| Commune        | 13,2 % | 14,5 % | 16,3 % |
| Département    | 10,3 % | 12,9 % | 13,3 % |
| France entière | 8,3 %  | 10 %   | 10 %   |

En 2018, la population âgée de 15 à 64 ans s'élève à 3 264 personnes, parmi lesquelles on compte 65,9 % d'actifs (49,6 % ayant un emploi et 16,3 % de chômeurs) et 34,1 % d'inactifs,. Depuis 2008, le taux de chômage communal (au sens du recensement) des 15-64 ans est supérieur à celui de la France et du département.
La commune est la commune-centre de l'aire d'attraction de Prades,. Elle compte 2 967 emplois en 2018, contre 2 868 en 2013 et 2 771 en 2008. Le nombre d'actifs ayant un emploi résidant dans la commune est de 1 669, soit un indicateur de concentration d'emploi de 177,7 % et un taux d'activité parmi les 15 ans ou plus de 42,1 %.
Sur ces 1 669 actifs de 15 ans ou plus ayant un emploi, 1 132 travaillent dans la commune, soit 68 % des habitants. Pour se rendre au travail, 68,1 % des habitants utilisent un véhicule personnel ou de fonction à quatre roues, 3,9 % les transports en commun, 21,9 % s'y rendent en deux-roues, à vélo ou à pied et 6,1 % n'ont pas besoin de transport (travail au domicile).

### Revenus de la population et fiscalité
En 2010, le revenu fiscal médian par ménage était de 20 380 €.

### Entreprises et commerces
- Antenne de la Chambre de commerce et d'industrie de Perpignan et des Pyrénées-Orientales.
- Prades est un important marché horticole.

## Culture locale et patrimoine

### Monuments et lieux touristiques

#### Églises
- L'église Saint-Pierre, située au cœur du centre ancien qui s'est constitué autour d'elle, est un monument emblématique de la commune[Note 12]. Possession de l'abbaye de Lagrasse, les parties les plus anciennes de l'édifice remontent vraisemblablement au XIIe siècle, bien que son origine remonte au moins au XIe siècle. L'augmentation de la population rend l'édifice roman trop exigu, et au début du XVIIe siècle, il est remplacé par l'édifice actuel, achevé au XVIIIe siècle. Le clocher roman est conservé[57]. L'église renferme un mobilier baroque, dont le retable classé[58] du maître autel considéré comme étant le plus grand retable baroque de France; terminé en 1699, il est dû au sculpteur catalan Joseph Sunyer[59]. Elle abrite également un trésor riche rassemblant de nombreux reliquaires venant de Prades mais aussi d'autres églises et monastères du Conflent. L'édifice est classé au titre des monuments historiques en 1948[60].
- L'Église Saint-Martin de Canoha (Sant Marti de Canoa) est également à signaler. L'édifice, qui consiste en une nef unique voûtée en berceau (apparemment refait) terminée par une abside en cul-de-four, peut être daté du XIe siècle. L'église est propriété privée[61],[62].
- Chapelle Saint-Joseph de Prades.
- Chapelle Saint-Joseph de la clinique de Prades.
- Chapelle Notre-Dame-de-l'Espérance de Prades.
- Chapelle Saints-Côme-et-Damien de Prades.

#### Maison Jacomet
Cette maison à colombages date du XVe siècle. Elle fut la demeure privée des notables pradéens depuis le début du XVIe siècle. L'originalité de ce bâtiment réside dans ses anciennes fenêtres à croisée de bois avec décor de pinacles et faux balustres. Cette bâtisse a fait l'objet d'une campagne de restauration au cours des dernières années.Cette demeure a été remaniée à la fin des années 1990 et inscrite sur la liste des monuments historiques en 2001,.

##### Maison Felip
Cette demeure de notables des XVIIe – XVIIIe siècles, inhabitée depuis 1990, fait l'objet d'une étude de réhabilitation par  la commune qui en est propriétaire.

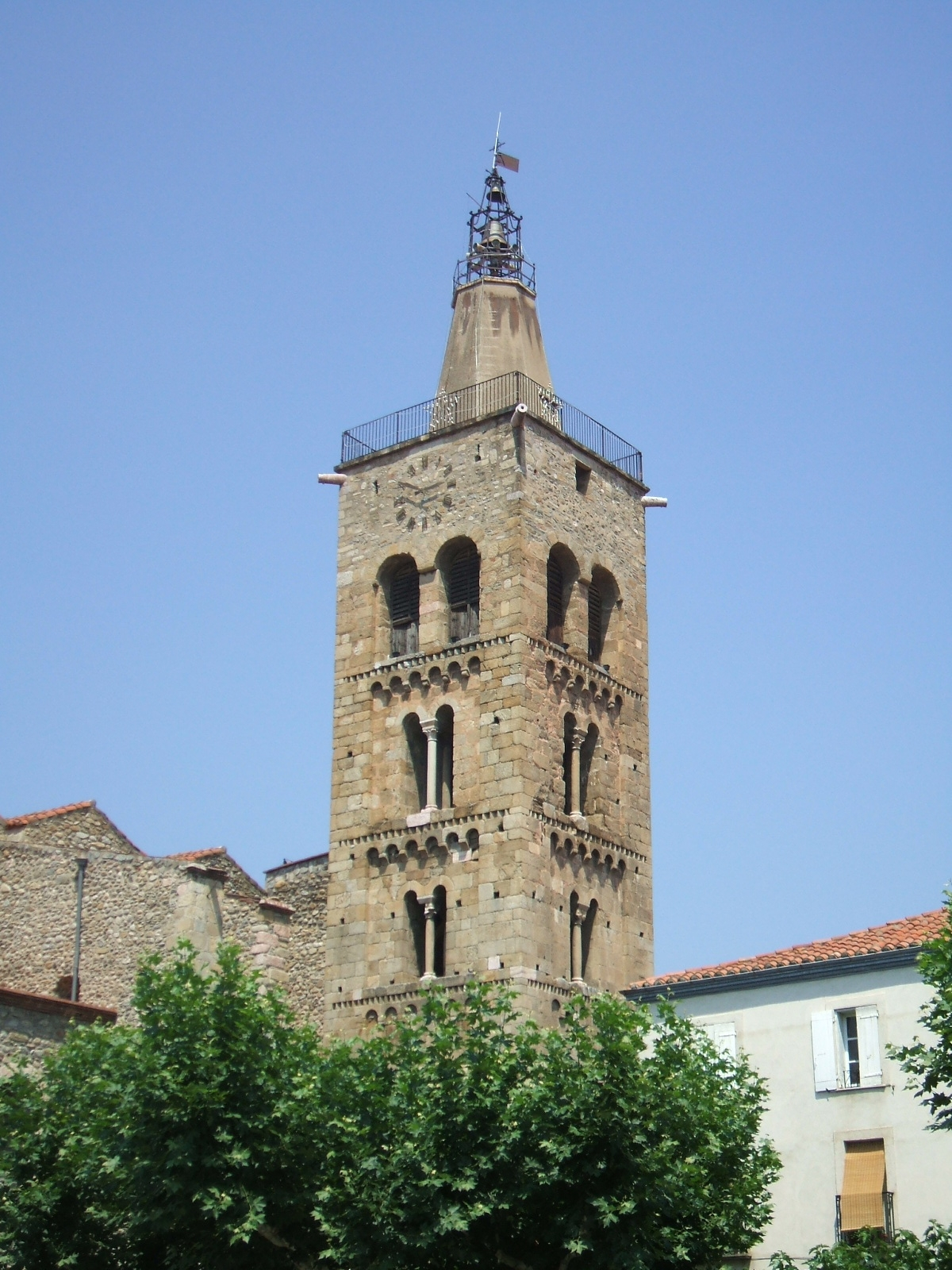
Clocher de l'église Saint-Pierre
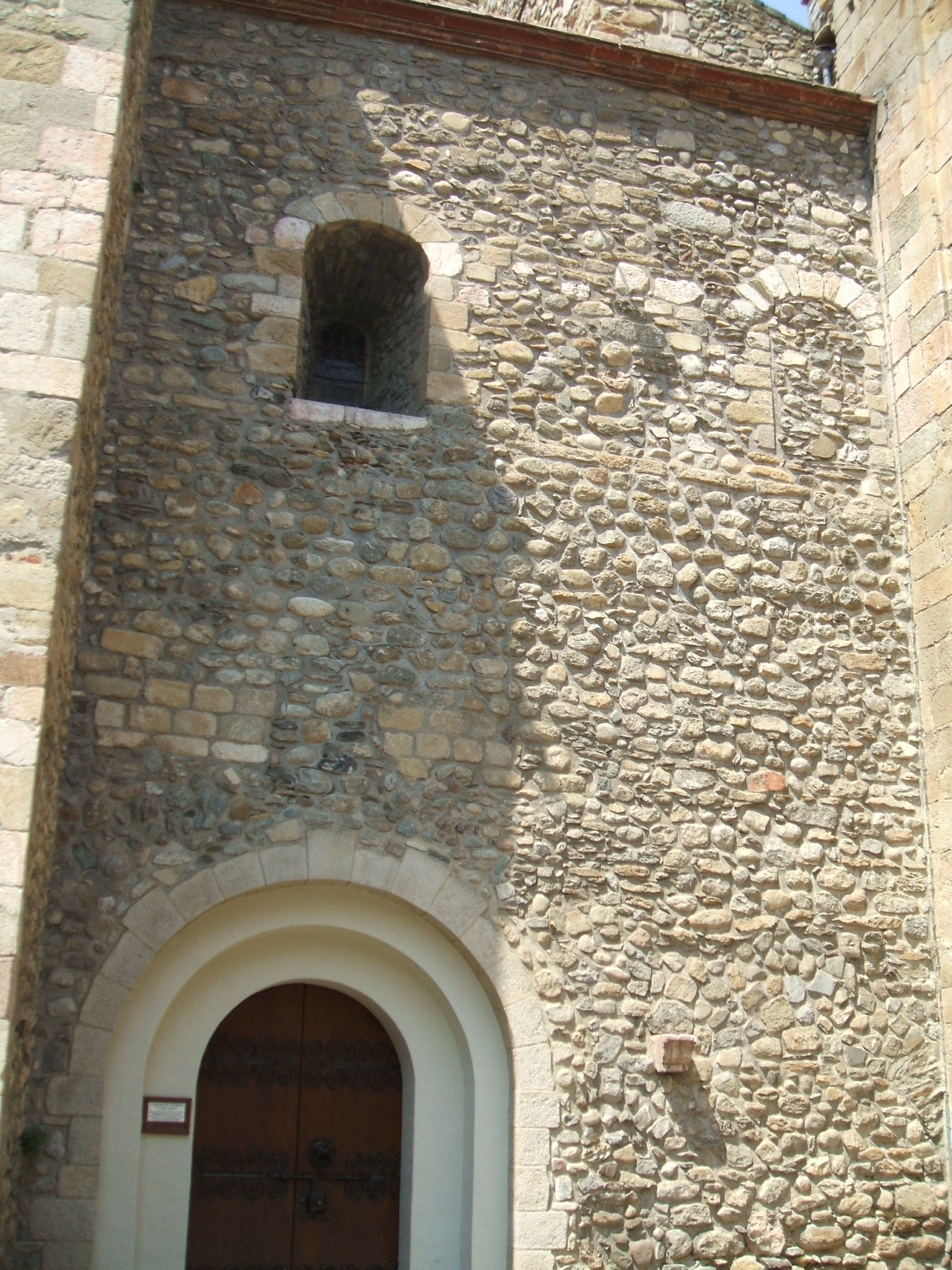
Mur méridional présentant des éléments romans
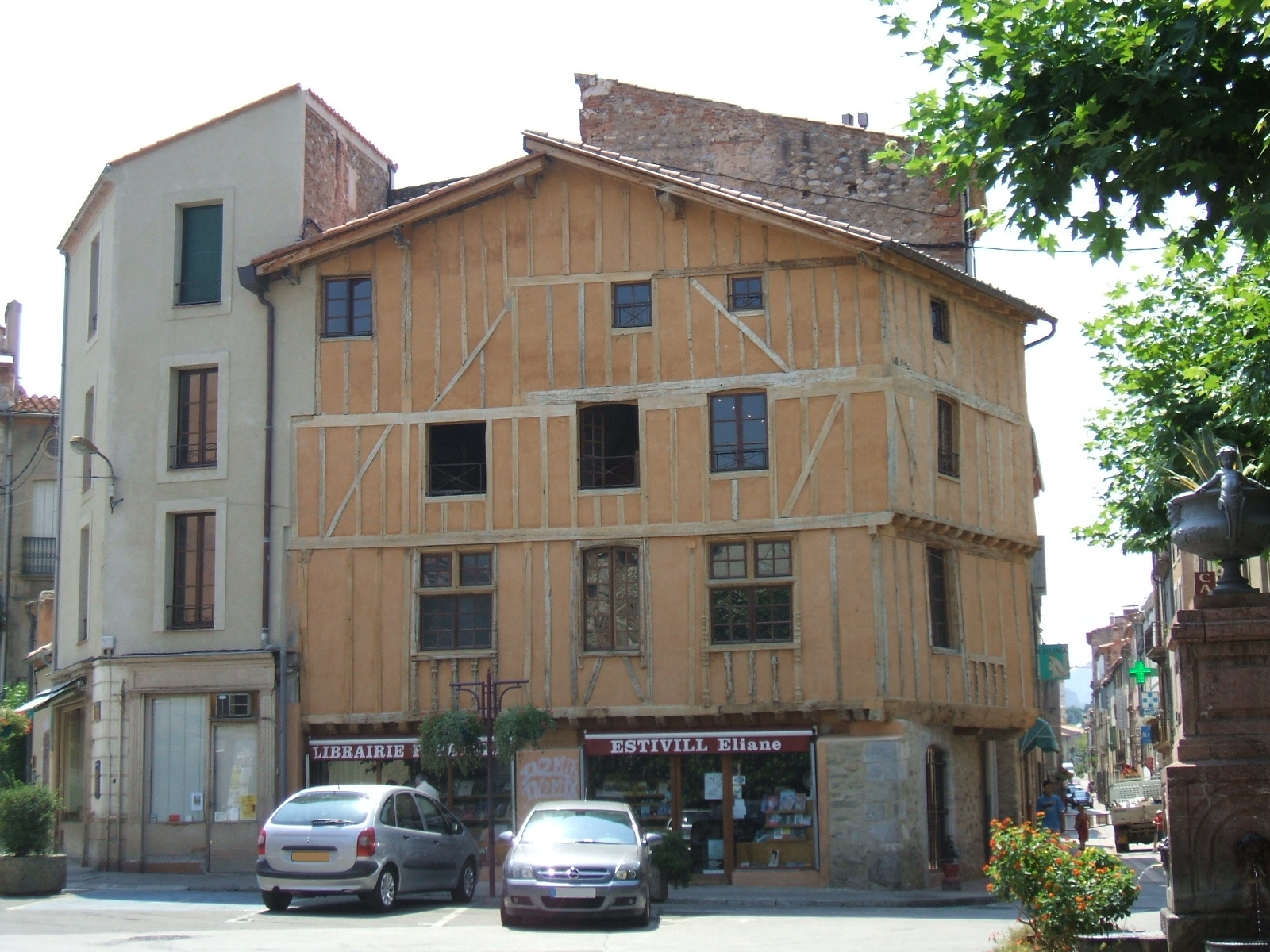
Maison Jacomet (XVe siècle)
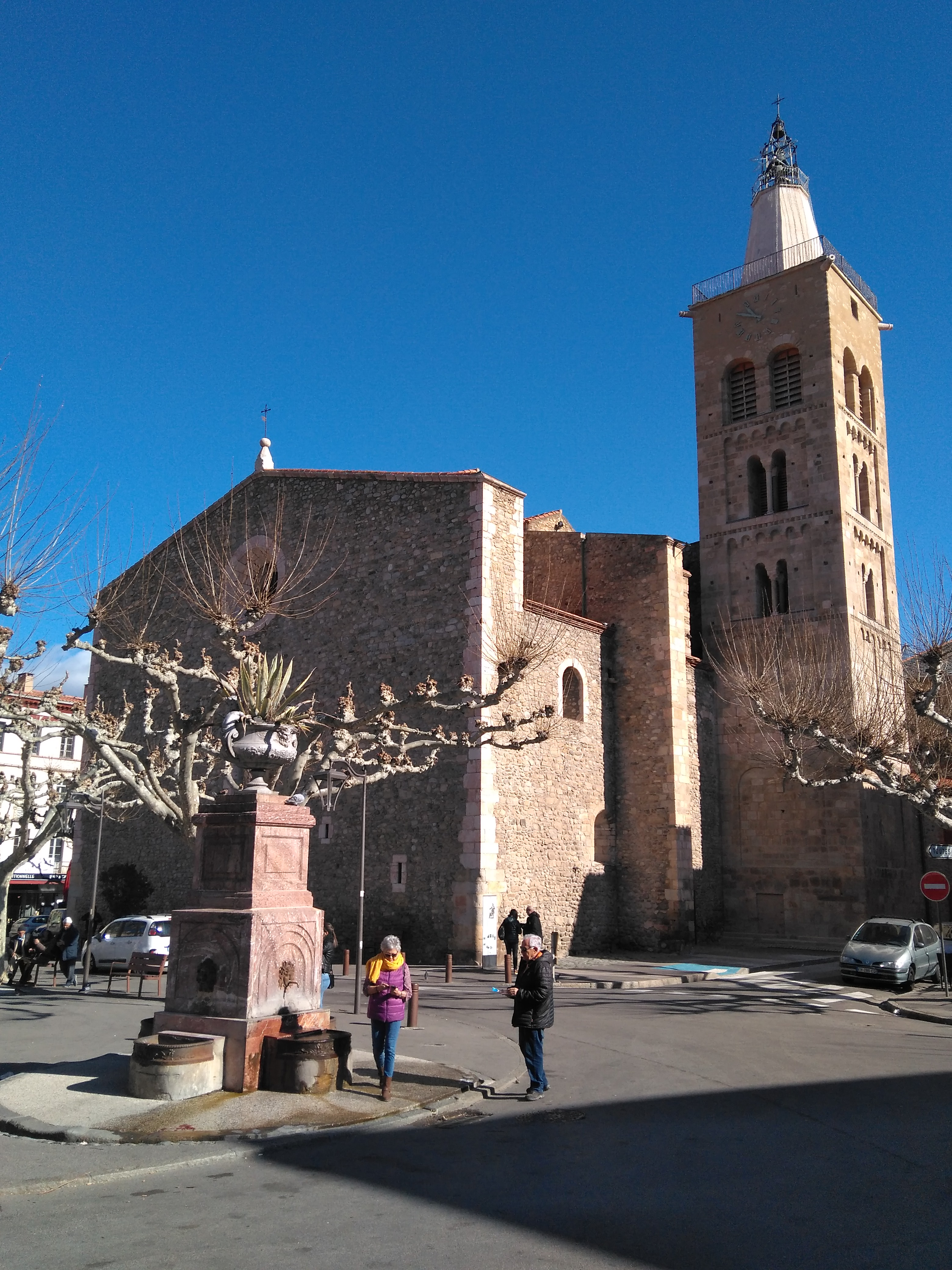
Église Saint-Pierre de Prades
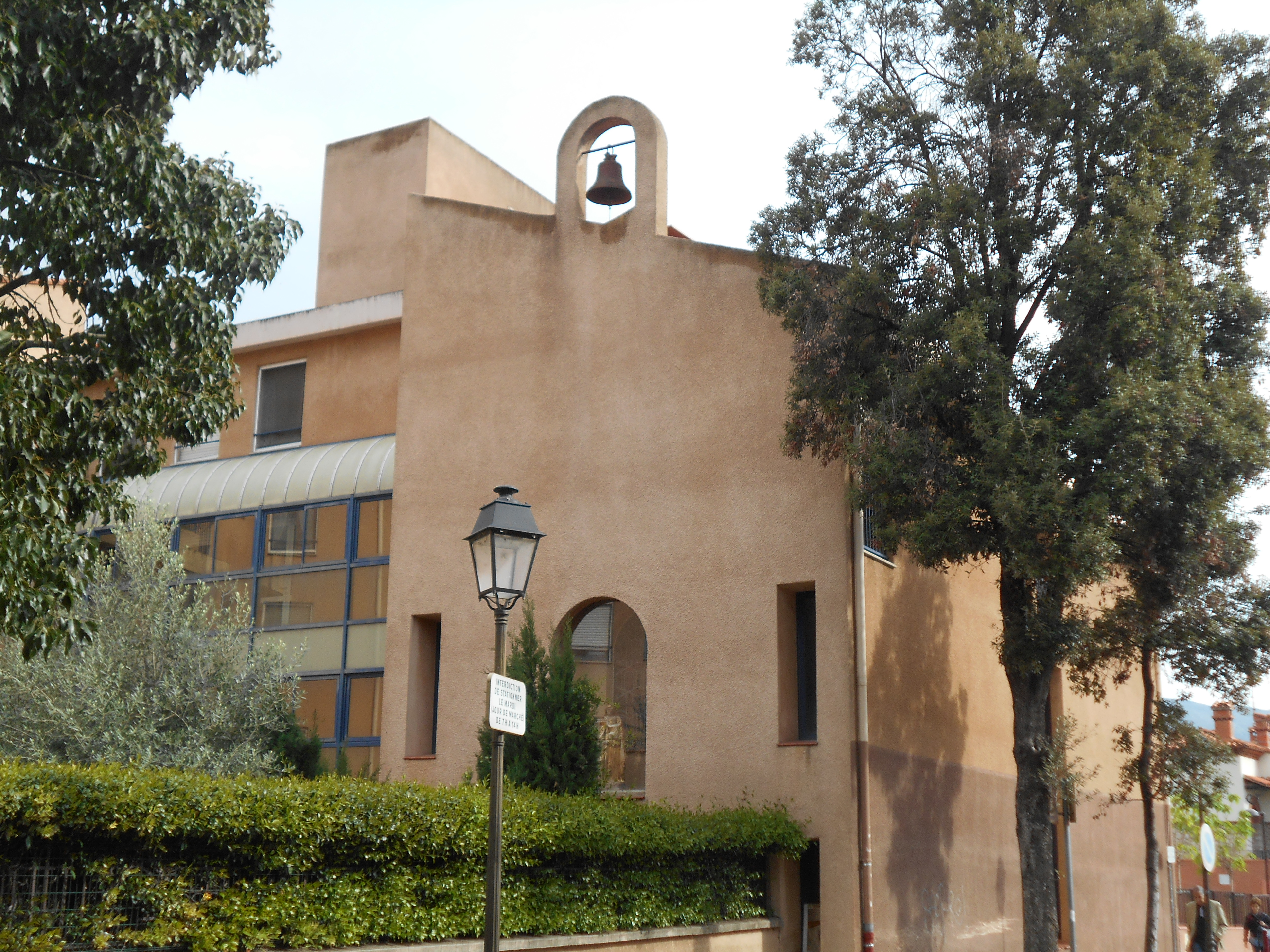
Chapelle Saint-Joseph de la clinique de Prades
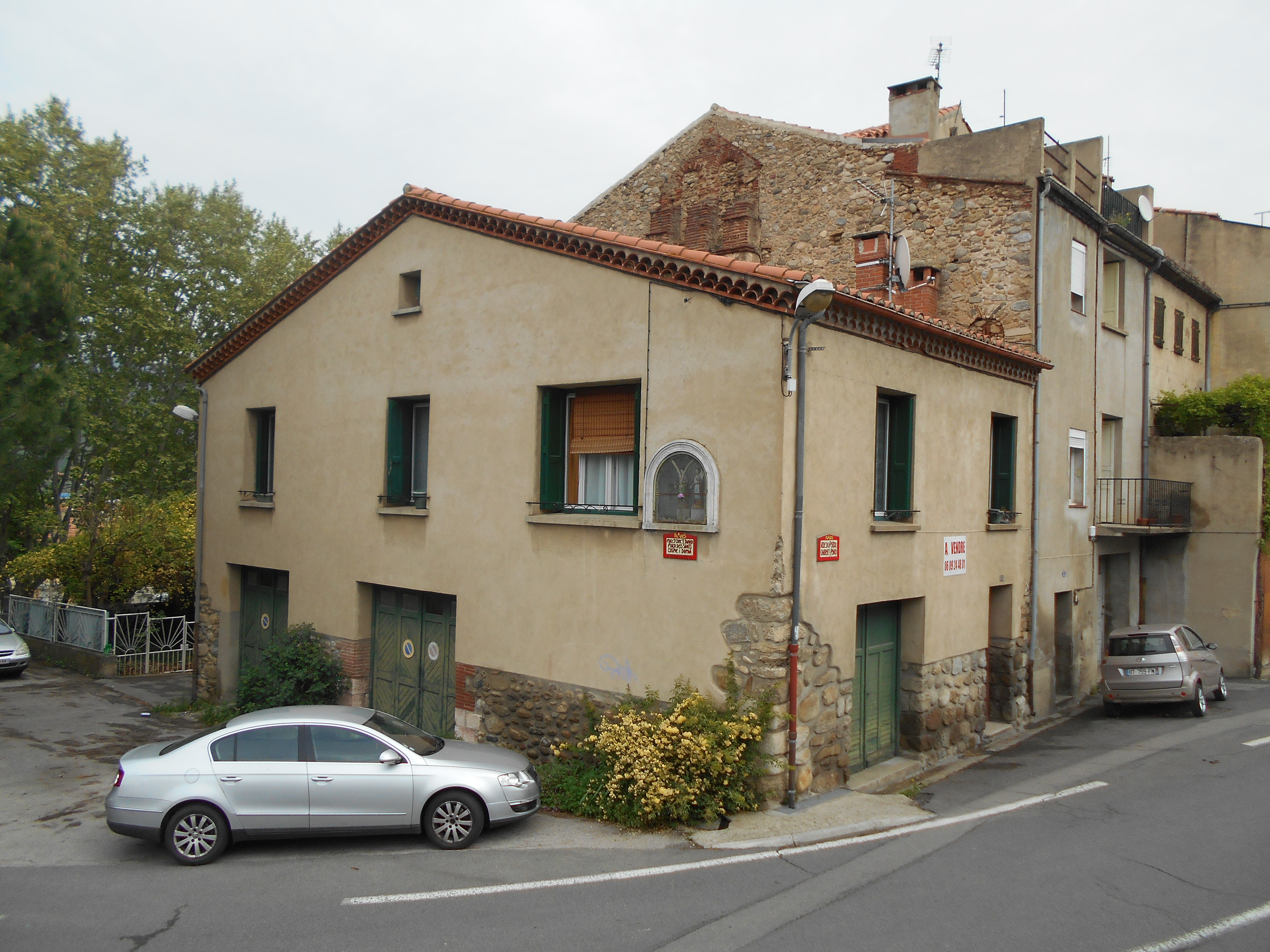
Chapelle Saints-Côme-et-Damien de Prades
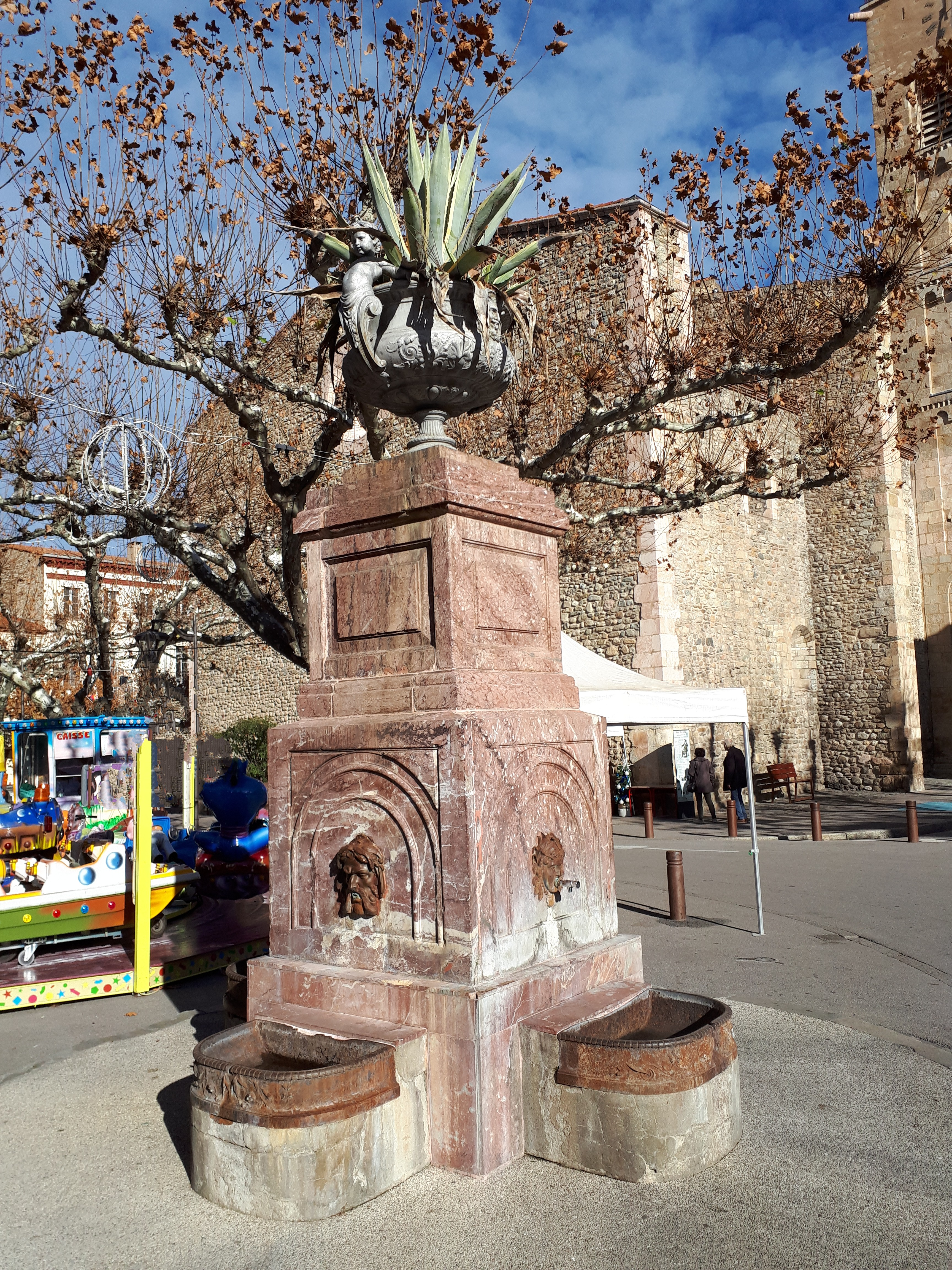
Fontaine en marbre griotte, Place de la République.

La maison où ont vécu les Merton, 1, rue du 4 septembre, de 1914 à 1916[réf. nécessaire].

### Personnalités liées à la commune
- Joseph Sunyer (1673-1751) : sculpteur catalan, retable du maître-autel de Saint-Pierre et de plusieurs autres de Prades et dans le Conflent ;
- Hyacinthe-Xavier Tixedor (1744-1818), homme politique né et décédé à Prades, député du tiers état aux États généraux de 1789.
- Julien Roca (1745-1821), homme politique, député du tiers état aux états généraux de 1789.
- Nicolas Denis Jacomet, homme politique né le 3 juin 1757 à Prades (Pyrénées-Orientales) et décédé le 13 janvier 1829 au même lieu.
- Jacques François Izos, né le 29 janvier 1763 à Prades (Roussillon) et mort à une date inconnue, homme politique.
- Bonaventure Petit (1811-1901) : organiste et compositeur français, né à Prades ;
- Henri-Pierre Castelnau (1814-1890) : général de division, premier aide de camp de Napoléon III, né à Prades ;
- Joseph de Gelcen (1826-1899), homme politique né et décédé à Prades, maire de Prades de 1874 à 1876, député des Pyrénées-Orientales.
- Pierre Nicolas Camille Jacquelin Du Val (1828-1862) : entomologiste né à Prades ;
- François Rous (1828-1897) : curé né à Prades et célèbre pour son négoce du vin de messe ;
- Édouard Vilar (1847-1930), homme politique né à Prades, maire de Prades en 1884, député des Pyrénées-Orientales de 1885 à 1891 puis sénateur de 1891 à 1927.
- Charles Romeu (1854-1933) : viguier d'Andorre né à Prades ;
- Auguste Mas (1854-1908), homme politique, député de l'Hérault de 1902 à 1906.
- Louis Prat (1861-1942) : philosophe, ami et disciple du philosophe Charles Renouvier ;
- Pompeu Fabra (1868-1948) : linguiste catalan et conseiller au sein du gouvernement catalan en exil, décédé à Prades.
- Gustave Violet (1873-1952) : sculpteur qui s'installa à Prades ;
- Pau Casals (1876-1973) : violoncelliste et créateur du Festival Pablo Casals en 1950 ;
- Charles Bauby (1898-1971) : poète, promoteur de la culture catalane, fondateur de la revue La Tramontane
- Martin Vivès (1905-1991) : peintre roussillonnais, résistant, conservateur du musée des Beaux-Arts de Perpignan, né à Prades ;
- Dolors Prat Coll (1905-2001) : femme politique républicaine espagnole, exilée à Prades clandestinement sous l'Espagne franquiste ;
- Anny de Pous (1908-1991) : historienne et archéologue, morte à Prades ;
- Thomas Merton (1915-1968) : moine trappiste et auteur de La Nuit privée d'étoiles, né à Prades ;
- Francesc Sabaté Llopart (1915-1960) : militant anarchiste espagnol, pour qui le maire de Prades fournit des papiers en règle ;
- Jean Sarrail (1919-2012) : pilote d'essai, il passa son enfance et son adolescence à Prades ;
- André Salvat (1920-2017) : officier du Bataillon d'infanterie de marine et du Pacifique, Compagnon de la Libération[67], né à Prades ;
- Jean-Pierre Berthe (1926-2014) : historien, né à Prades ;
- Serge Hutin (1929-1997) : franc-maçon, auteur d'ouvrages sur l'ésotérisme et les sciences occultes, mort à Prades ;
- Guy Laforgue (né en 1958) : joueur international de rugby à XIII né à Prades ;
- Francis Laforgue (né en 1958) : joueur international de rugby à XIII né à Prades ;
- Didier Mené (1964-2023) : arbitre international de rugby à XV, né à Prades ;
- Jean Castex (né en 1965) : maire de Prades, Premier ministre de 2020 à 2022.

### Héraldique
| Blason de Prades | Blason  | D'or à quatre pals de gueules, à l'écusson en bannière d'argent chargé de saint Pierre de carnation, vêtu de gueules et de sinople, nimbé d'or, tenant de sa dextre une paire de clefs et de sa senestre un livre le tout du même. |
| Blason de Prades | Détails | Le statut officiel du blason reste à déterminer. |